# Gran Parque de Espartales
El Gran Parque de Espartales (o de los Espartales), con 40,8 hectáreas de extensión, un estanque con géiser, carril bici, circuito deportivo, áreas infantiles y espacios de uso recreativo, se erige como gran pulmón verde en el norte de Alcalá de Henares. Atravesado por el arroyo Camarmilla, discurre por él la primera etapa del Camino de Santiago Complutense, albergando además uno de los árboles de interés local en el patrimonio natural de la ciudad, un Platanus x Hispánica.

## Historia
En las fotos aéreas más antiguas que se conservan, de 1946, se puede apreciar que estos terrenos estaban dedicados al cultivo del cereal, intuyéndose ya el perfil del Platanus x Hispanica de interés local, coetáneo a dos casas de labor cuyos árboles (posteriores) sobreviven en cierto número en el parque actual, en particular los que demarcaban el camino de acceso a la finca situada más al norte desde la carretera de Camarma.  
No es hasta después de la completa urbanización del barrio de "Espartales Sur", en torno a 2002, que una pequeña franja de terreno adyacente a las viviendas del margen este del arroyo comienza a convertirse en zona verde, (tal como se contemplaba en su planteamiento) permaneciendo las ruinas de las casas de labor hasta 2007 en la gran parcela oeste, que pasa a denominarse como "sistema general SGVE-Q" cuando el desarrollo urbanístico de "Espartales Norte" se hace cargo de la misma, efectuando su desbroce. Se intenta asentar en ella el Camino de Santiago Complutense, obra que queda inconclusa dando forma a lo que hoy es el carril bici del parque. En el avance del Plan General de Ordenación Urbana, se llega a contemplar la creación de una zona deportivae incluso la conexión vial entre la glorieta de la calle Emilia Pardo Bazán y la carretera de Camarma, que hubiera dividido en dos la parcela, ejecuciones que quedaron finalmente desestimadas en el plan director final, aprobado en 2011.
El proyecto definitivo se hace público en 2014, financiado por el Consorcio Urbanístico Espartales Norte, como gran masa forestal que debía dar continuidad al "Pasillo Verde del Camarmilla", un parque natural reforestado que pretendía paliar la secular falta de espacios verdes en la localidad recuperando la anterior ribera del arroyo antes de su entrada a Alcalá, aunque a juicio de algunas organizaciones ecologistas vecinales, sin respetar la natural configuración de las riberas y contribuyendo a la alteración del entorno. A estas objeciones pronto se unieron otras(alimentadas por la cercanía de las elecciones municipales de 2015) que criticaban la oportunidad del proyecto así como su elevado coste, a pesar de que el presupuesto inicial de casi 5 millones de euros se había visto finalmente reducido a la mitad, desapareciendo elementos como un tercer puente previsto sobre el cauce (a instancia de la Confederación Hidrográfica) el alumbrado, la nueva zona infantil y gran parte del mobiliario y plantas programados, que finalmente nunca llegaron a ejecutarse. Pese a idas y venidas, el parque salió adelante con el apoyo de las Asociaciones de Vecinos de mayor representación a pesar de una marcha que se llegó a organizar en contra y de que el pleno del Ayuntamiento aprobase la paralización de la obra. El proyecto sirvió de despedida a la corporación salientey de bienvenida a la entrante, que abrazó tras las elecciones su finalizaciónprácticamente sin cambios.
El parque fue presentando sin más alharaca en sociedad un lluvioso 6 de mayo de 2016, quedando días después abierto al disfrute de los vecinos y siendo definitivamente recepcionado a los seis meses.
En 2018 se le dota de un área de recreo canina que se amplía al año siguiente. En 2021 se afrontan algunas mejoras adicionales como la renovación del géiser. Se instalan 20 cajas-nido y se crea un campo de herbáceas susceptible de ser polinizado por abejas y lepidópteros denominado "Oasis de mariposas". En 2022 se renueva la pista exterior oeste y se perfora, para trazar un nuevo colector de aguas que dé servicio al nuevo Barrio de las Sedas, creando una nueva pista transversal. 

## Características
Con una superficie agregada en ambas orillas de 408 000 m² (equivalente a siete veces el histórico Parque O’Donnell) es el mayor parque urbano de la ciudad en extensión. Supone más de una sexta parte del barrio de Espartales, que lo alberga.
Se compone de una primera actuación que ocupa la margen derecha del arroyo Camarmilla (antiguo Parque de Camarmilla-Espartales) y de una ampliación posterior de mucha mayor superficie a partir de la margen izquierda, que se prolonga a lo largo de 1 500 metros en paralelo a la  M-119  (Ctra. de Camarma), desde prácticamente la  A-2  al sur hasta la avenida de Gustavo Adolfo Bécquer, sumando un perímetro (vallado) de 3,3 km. de longitud y un paseo interior de 2,5 km.. Más de 225 000 m³ de terreno fueron desplazados para crear suaves pendientes, ensanchándose a 3 m. el cauce del arroyo a lo largo de 400 m., quedando sus márgenes luego unidos a través de dos puentes interiores, uno más al norte exclusivamente peatonal de 11,7 m. de luz y 3 m. de ancho, y un segundo con idéntico uso pero preparado para el paso de los vehículos de servicio con 22 m. de luz y 5,60 de ancho.
Dispone de un estanque de tormentas de 1 455 m² con géiser de 6 m. de altura, que regula hasta 3 000 m³ de avenida de aguas pluviales por un lado y sirve, además, como elemento ornamental. En sus inmediaciones un mirador permite disfrutar de una vista panorámica de todo el parque. A los caminos de zahorra acompaña un carril bici de 1,4 km. y 3 125 m² que lo recorre de norte a sur, y un camino de servicio transversal adoquinado. Está dotado de 68 bancos, 43 papeleras, 626 m. de talanqueras y  916 m. de vallas de madera rústica, tres merenderos con 20 mesas, y nueve estaciones de ejercicio físico. Exclusivamente en la zona más cercana a las viviendas se instalaron puntos de luz (30) y en ella se encuentra el área infantil "Parque de Madera" con actividades de recreo para los más pequeños, añadiéndose en 2015 otra similar denominada "Parque de la Playa". Justo al lado, sobreviven las malogradas pistas de petanca. Al aparcamiento con capacidad para 50 vehículos se accede a través de la avenida de Gustavo Adolfo Bécquer. Un ramal ajardinado serpentea entre las urbanizaciones para salir en las inmediaciones del Centro de Salud.
Su filosofía fue la de convertirse en un espacio de gestión seminatural, dentro de las buenas prácticas para la protección y enriquecimiento del suelo, y en especial de los márgenes fluviales. Se opta por una cubierta vegetal compuesta de plantas espontáneas o cultivadas que cubra su superficie, pero evitando cultivos exógenos o de alta demanda hídrica, en particular las praderas de césped. En las sucesivas plantaciones se ha ido añadiendo arbolado de especies autóctonas, que tienen el objetivo de renaturalizar la zona, para intentar convertirla en el corredor ecológico que en su día constituyó el arroyo Camarmilla, convirtiéndose por todo ello (además de por la escasez de sus equipamientos) más en una zona de paseo y respiro que de estancia y ocio dentro del paisaje urbano de Alcalá de Henares.

## Flora
El arroyo, al ser corto y poco caudaloso no tiene vida fluvial a pesar de su régimen regular, pero alberga en su curso de forma natural una frondosa vegetación en forma de espadañas, carrizos, sauces, tarays, cañas, y arbustos que en general se han logrado conservar. El parque se crea con 225 000 m² de hidrosiembra, atendida por 54 válvulas de sectorización, 50 000 m. de tubería y 4 409 anillos de riego por goteo. La masa arbórea en origen estuvo constituida por 35 613 arbustos y 4 409 árboles, entre los que se encontraban arces, ailantos, cipreses, cotoneaster, espinos, genistas, nogales, gleditsias, laureles, lavandas, moreras, madroños, pinos, pitos poros, plátanos, acacias, retamas, robinias, romeros, tomillos, tamarindos, durillos, tilos, piracanthas y bulbos de temporadaa los que se incorporaron posteriormente almeces, moreras, pinos, encinas, fresnos, abedules, acacias, chopos, álamos blancos, etc. Es curiosa la ausencia de plantaciones de "espartales" (Stipa tenacissima), que da nombre al parque y al barrio que lo acoge.  
Destaca un ejemplar de Platanus x hispánica histórico en el emplazamiento, que es uno de los catalogados de interés local en el patrimonio natural de Alcalá de Henares, estando señalizado con una placa informativa en la parte norte del parque. 
En febrero de 2018 el inventario de arbolado Municipalarrojaba las siguientes cifras en ambas zonas: 
| Especie       | Margen oeste | Margen este | Total |
| ACER          |              | 24          | 24    |
| AESCULUS      |              | 4           | 4     |
| AILANTHUS     |              | 1           | 1     |
| BETULA        | 45           | 4           | 49    |
| CELTIS        | 161          | 70          | 231   |
| CERCIS        |              | 18          | 18    |
| CUPRESSUS     | 47           |             | 47    |
| FICUS         | 2            | 1           | 3     |
| FRAXINUS      | 171          | 14          | 185   |
| GLEDITSIA     | 157          |             | 157   |
| JUNIPERUS     |              | 5           | 5     |
| KOELREUTERIA  |              | 2           | 2     |
| LIGUSTRUM     |              | 1           | 1     |
| LIQUIDAMBAR   | 11           |             | 11    |
| MALUS         |              | 4           | 4     |
| MORUS         | 6            | 22          | 28    |
| OLEA          |              | 1           | 1     |
| PINUS         | 517          | 280         | 797   |
| PLATANUS      | 405          | 18          | 423   |
| POPULUS       | 84           | 64          | 148   |
| PRUNUS        | 30           | 18          | 48    |
| PYRUS         |              | 3           | 3     |
| QUERCUS       | 44           | 17          | 61    |
| ROBINIA       | 552          | 84          | 636   |
| SALIX         | 45           | 11          | 56    |
| SAMBUCUS      |              | 4           | 4     |
| SOPHORA       | 87           | 149         | 236   |
| TAMARIX       | 31           | 6           | 37    |
| ULMUS         | 57           | 74          | 131   |
|               |              |             |       |
| Total 02-2018 | 2 452        | 899         | 3 351 |
| Total 02-2024 | 2 356        | 987         | 3 343 |

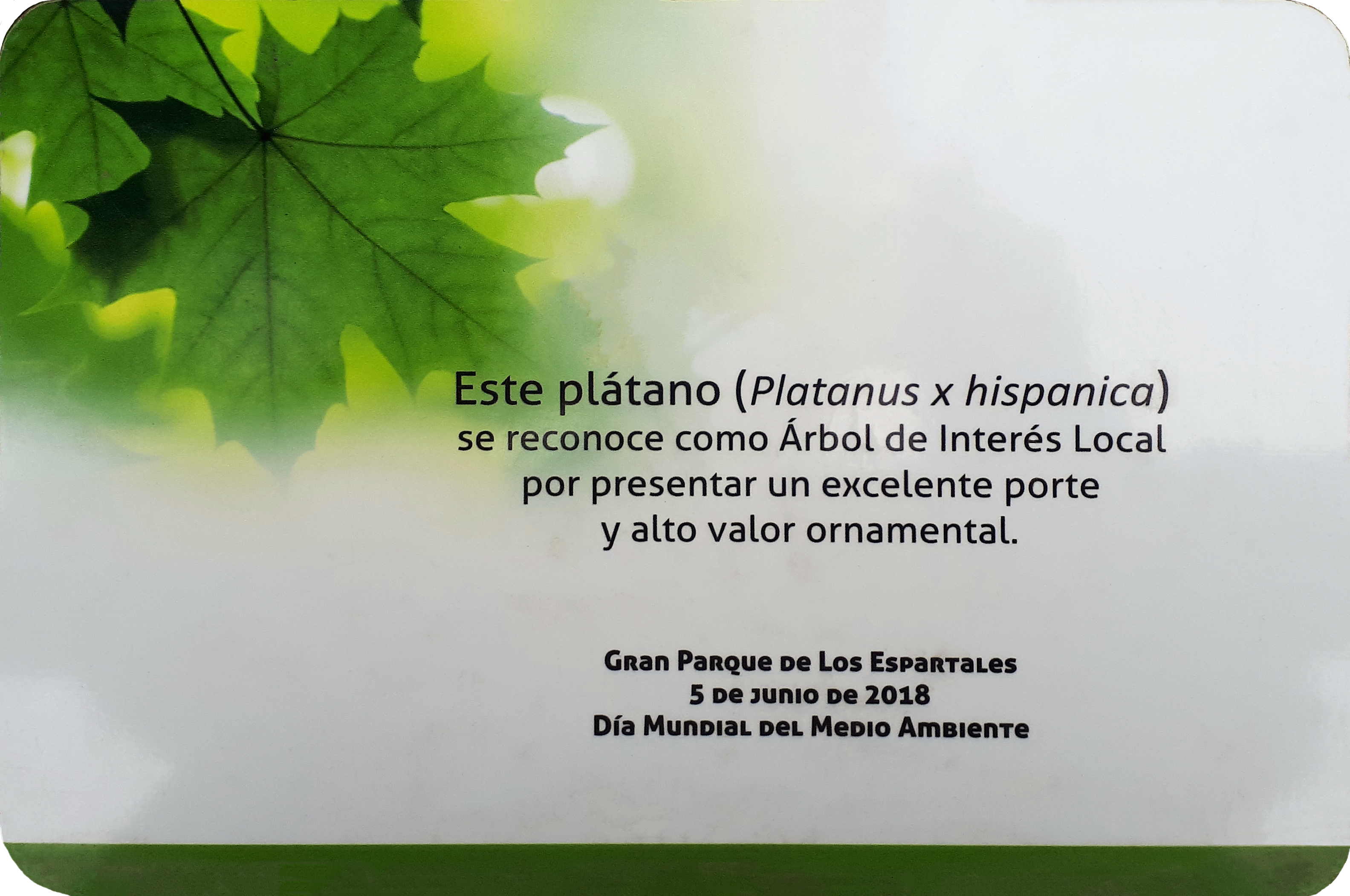
Placa del Platanus x Hispanica

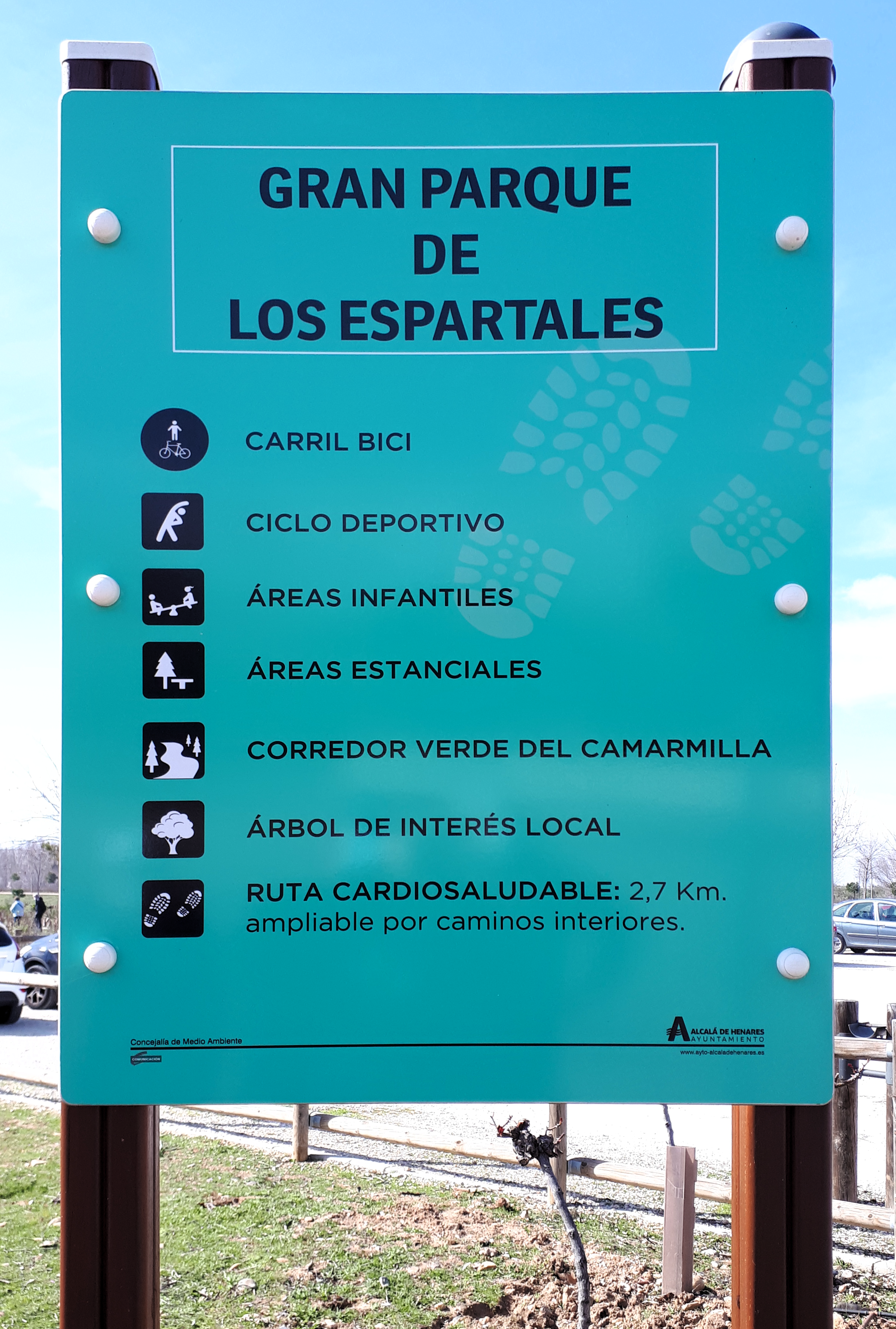
Cartel del Gran Parque de Los Espartales

El parque ha sido objeto de diversas repoblaciones de especies autóctonas a iniciativa tanto pública como privada, destacando :
- Plataforma Valle del Henares 100 Plantones en enero de 2017[31][32]
- Decathlon y Grupo Heliconia 800 plantones en septiembre de 2019[33][34]
- Yves Rocher y Grupo Heliconia 900 plantones octubre de 2019[35][36]
- Ayuntamiento 800 nuevos ejemplares arbóreos y arbustivos julio de 2021[25]
- Life Terra (dentro del programa local  "1 millón de árboles[37]") en la zona norte 400 plantones en octubre de 2021[38][39]
- Comunidad de Madrid 400 árboles en abril de 2023,[40][41]junto a la M-119
- Pavasal 1 400 encinas de buen porte[42]en enero de 2024 (en compensación de arbolado perdido por la actuación urbanística en la zona de la antigua AVON)

que a la luz de la estadística han corrido desigual suerte en función de la climatología (en especial a causa de la borrasca Filomena en 2021) y la falta de mantenimiento adecuado.

## Fauna
No queda tan lejos cuando el lugar era más salvaje y no era raro cruzarse en él con avutardas, jabalíes, zorros, y vislumbrar incluso una familia de corzos, pero el parque alberga todavía una buena cantidad de especies animalescomo conejos, liebres (en gran número, si no plaga), erizos, lagartijas, lagarto ocelado, culebra de escalera, aves como la abubilla, el pájaro moscón, el carpintero pito real, cernícalo, ánade real, perdiz, petirrojo, verderón, verdecillos, mirlo, ruiseñor, golondrina, estornino, gorrión, lavandera blanca, jilgueros, urracas, colirrojos, carboneros y rapaces como el milano real, halcón peregrino, águila culebrera, águila perdicera, la calzada, ratonera, o la lagunera, viéndose a veces sobrevolar incluso el buitre leonado, especie protegida que se desplaza desde la adyacente zona Zepa ES0000139 de los ríos Jarama y Henares.

## Eventos
El parque alberga anualmente desde su creación una de las pruebas del Circuito de Cross Escolar, organizada en colaboración con el Ayuntamiento de Alcalá de Henares y el Organismo Autónomo Ciudad Deportiva Municipal, contando en recientes convocatorias con cerca de 600 participantes.

## Carencias
Desde su nacimiento el parque adolece de escasez de mobiliario y ausencia de iluminación, siendo la única instalación eléctrica una imponente torreta de alta tensión que aún pervive en su perímetro. La inexistencia de praderas de césped es asimismo común motivo de critica por aquellos vecinos en desacuerdo con la orientación silvestre del parque. Estas cuestiones pueden entroncan con el carácter naturalizado del que se ha pretendido dotar al espacio, pero ello no concuerda con el escaso respeto hacia las riberas y sus proximidades, que sufren de falta de limpieza y a veces exceso de desbroce. La sobreabundancia de lepóridos está provocando, asimismo, graves daños a las plantas, incluso a los árboles de mayor porte. También se ha denunciado el vertido de aguas desde el aliviadero de Espartales cada vez que se producen lluvias copiosas. 